# Angolská hymna
Hymna Angoly je píseň
Angola Avante! Byla přijata v roce 1975 po získání nezávislosti na Portugalsku.
Slova napsal Manuel Rui Alves Monteiro a hudbu složil Rui Alberto Vieira Dias.

## Znění

### Portugalsky
Ó Pátria, nunca mais esqueceremos 

Os heróis do quatro de Fevereiro.

Ó Pátria, nós saudamos os teus filhos

Tombados pela nossa Independência.

Honramos o passado e a nossa História,

Construindo no Trabalho o Homem novo,

(opakovat poslední 2 řádky)
SBOR

Angola, avante!

Revolução, pelo Poder Popular!

Pátria Unida, Liberdade,

Um só povo, uma só Nação!

(opakovat sbor)
Levantemos nossas vozes libertadas

Para glória dos povos africanos.

Marchemos, combatantes angolanos,

Solidários com os povos oprimidos.

Orgulhosos lutaremos Pela Paz

Com as forças progressistas do mundo.

(opakovat poslední 2 řádky)
SBOR

### Česky
Ó vlasti, nikdy nezapomeneme

na hrdiny čtvrtého února.

Ó vlasti, vzdáváme čest tvým synům

padlým za naši nezávislost.

S úctou k minulosti a k našim dějinám

prací tvoříme Nového člověka

(opakovat poslední 2 řádky)
Refrén

Angolo, vpřed!

Revoluce! Za moc v rukou lidu!

Za jednotu vlasti, za svobodu,

jediný lid, jediný národ!

(opakovat refrén)
Ať zazní naše osvobozené hlasy

ke slávě afrických národů.

Dejme se na pochod, angolští bojovníci,

solidární s utiskovaným lidem.

Hrdě budeme bojovat za mír

s pokrokovými silami celého světa.

(opakovat poslední 2 řádky)
Refrén
Pozn. "Hrdiny čtvrtého února" jsou míněni hrdinové angolské války za nezávislost, která v tento den začala. Čtvrtý únor se v Angole slaví jako státní svátek.